# Датчане

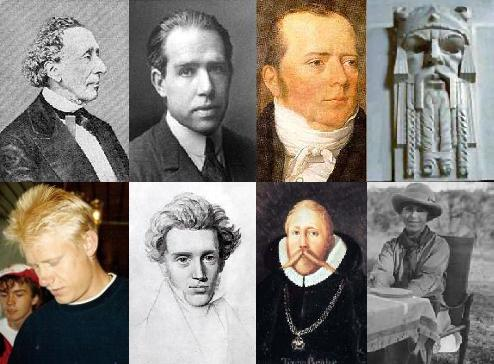

Датчане (дат. danskere) — народ и нация Северной Европы, основное население Дании. Живут также в США, Канаде, Германии, Швеции, Норвегии и других странах. Общая численность около 5,6 миллионов человек (2013). Ближе всего стоят к другим скандинавам (норвежцам и шведам). Язык — датский, входит в германскую группу. Большинство датчан являются прихожанами Датской народной церкви, входящей во Всемирную лютеранскую федерацию.
В древности территория современной Дании была заселена германскими племенами кимвров, ютов, англов, саксов; в V—VI веках из Южной Швеции вторглось германское племя данов. В X—XI веках сложилась единая датская народность; оформилось раннефеодальное государство.

## Имена
Датские имена:
- мужские: Альберт, Андреас, Аннерс, Бёрге, Айнер, Эмиль, Эрик, Георг, Горм, Гуннар, Густав, Хальфдан, Ханс, Харальд, Херлуф, Хольгер, Якоб, Ян, Йенс, Йохан, Йёрген, Йёрн, Кай, Карл, Клаус, Кристиан, Ларс, Магнус, Николай, Нильс, Олаф, Освальд, Пауль, Петер, Сигфред, Свенн, Рогнар, Дан.
- женские: Анне, Метте, Кристианне, Дагмар, Дитте, Герде, Грете (Маргрете), Хедвиге, Хенриетте, Магде, Сигрид, Йёргине, Инге, Ингрид.